# Trumpler (cratera lunar)
Trumpler é uma cratera lunar localizada no lado negro da Lua nas coordenadas 29.3° N, 167.1° E, seu diâmetro é de 77 km. Encontra-se logo ao sul da cratera Nušl e a noroeste de outra cratera, a Freundlich. A sudoeste é fortemente golpeada pela cratera Tikhomirov.
O nome é uma homenagem a Robert Julius Trumpler, astrónomo americano.